# (31232) Slavonice
(31232) Slavonice – planetoida z pasa głównego asteroid okrążająca Słońce w ciągu 4 lat i 304 dni w średniej odległości 2,86 j.a. Została odkryta 1 lutego 1998 roku w Kleť Observatory w pobliżu Czeskich Budziejowic przez Janę Tichą i Miloša Tichego. Nazwa planetoidy pochodzi od historycznego miasta Slavonice, leżącego na granicy Czech, Moraw i Austrii. Przed nadaniem nazwy planetoida nosiła oznaczenie tymczasowe (31232) 1998 CF.